# NGC 962
NGC 962 je galaksija u zviježđu Ovan.

## Vanjske poveznice
- SEDS: NGC 962